# Крайсгауптманшафт Станіслав
Крайсгауптманшафт Станіслав, Станіславське окружне староство, Станиславівська округа (нім. Kreishauptmannschaft Stanislau) — адміністративно-територіальна одиниця дистрикту Галичина Генеральної губернії з центром у Станиславові. Існувала під час нацистської окупації України.

## Історія
1 серпня 1941 року колишні Долинський, Калуський, Надвірнянський, Рогатинський і Станиславівський повіти увійшли до складу дистрикту Галичина. Ймовірно, 11 серпня 1941 року з Долинського і Калуського повітів утворено Калуське окружне староство (нім. Kreishauptmannschaft und Gemeindeverband Kalusz «окружне староство і об'єднання гмін Калуш»), із Рогатинського повіту — Рогатинське окружне староство (нім. Kreishauptmannschaft und Gemeindeverband Rohatyn «окружне староство і об'єднання гмін Рогатин»), а з Надвірнянського і Станиславівського повітів — Станиславівське окружне староство (нім. Kreishauptmannschaft und Gemeindeverband Stanislau «окружне староство і об'єднання гмін Станіслав»). 15 вересня 1941 відбулася реорганізація окружних староств дистрикту, тоді ж Рогатинське окружне староство приєднано до Бережанського окружного староства. 1 липня 1943 запроваджено виключне використання німецької форми назви «Станіслау» замість ранішого польського варіанту «Stanislawów». Того ж дня створено Долинський повітовий комісаріат (нім. Landkommissariat Dolina) в Калуському окружному старостві та Надвірнянський і Тлумацький повітові комісаріати (нім. Landkommissariat Nadwórna, Landkommissariat Tlumacz) в Станіславському окружному старостві. 1 серпня 1943 Калуське окружне староство було розформовано з віднесенням Калуського повіту (місто Калуш і гміни Голинь, Небилів, Лдзяни, Новиця, Томашівці, Верхня, Вістова і Войнилів) до Станіславського окружного староства, а Долинського повіту (місто Долина і гміни Велдіж, Витвиця, Креховичі, Перегінське, Рожнятів, Спас і Тростянець) — до Стрийського окружного староства. Тоді ж було утворено Калуський повітовий комісаріат (нім. Landkommissariat Kalusz).

### Керівники
Округами керували окружні старости — крайсгауптмани. Калуським крайсгауптманом із 15 вересня 1941 був Ґерке (нім. Gercke), присланий із Седльців, якого з 1 квітня 1942 змінив доктор Карл-Ганс Брошеґґ (нім. Karl-Hans Broschegg) зі Бжеська. Рогатинське окружне староство очолював крайсгауптман Ганс-Адольф Асбах (нім. Hans-Adolf Asbach) із Янова-Любельського, якого 1 листопада 1941 перевели на аналогічну посаду у крайсгауптманшафт Бережани. Станіславським крайсгауптманом із 15 вересня 1941 тимчасово був д-р Гайнц Альбрехт (нім. Heinz Albrecht), переведений із Конського, який із 1 серпня 1942 і до 1944 був остаточно затвердженим на цій посаді.
Весь управлінський апарат на рівні округи перебував у руках німців. Українці могли тільки займати посаду війта або бургомістра. Округи поділялися на повіти (нім. Bezirke), ті у свою чергу — на волості, а останні — на сільські громади.

### Преса
У Станиславові 1941 року виходив орган окружної адміністрації «Вістник Станиславівської обласної управи», де редактором був Василь Яшан, а в січні-березні 1942 — «Вістник Станиславівської дієцезії». У 1941 році 7–17 липня видавали часопис «Самостійна Україна», на зміну якому (з 22 липня) прийшло «Українське слово» (нім. Das Ukrainische Wort; деякі числа — українською і німецькою мовами), редакторами якого були В. Гуцуляк (1941), Дмитро Греголинський (1941—1942), а видавцем — Іван Чепіга (1941). У 1942—1944 роках видавали «Станиславівське слово» (попередні назви — «Самостійна Україна», «Українське слово»), редактором якого був Дмитро Греголинський, а з червня 1942 — Антін Княжинський. 15 травня 1943 р. Український окружний комітет у Станиславові випустив одноднівку «До зброї!».

### Адміністративний поділ
Станіславське окружне староство складалося з п'яти староств і окремої адміністративної одиниці міста Станиславів. Староство Галич мало дві міські громади (Галич і Більшівці) та 5 волосних громад (Блюдники, Більшівці, Галич, Деліїв, Старі Скоморохи та Маріампіль). Староство Делятин мало одну міську громаду Делятин і 7 волосних (Заріччя, Ланчин, Минуличин, Ослави Білі, Татарів, Яблониця та Яремче). Староство Надвірна мало міську громаду Надвірна та 8 волосних громад (Гаврилівка, Пнів, Перерісль, Росільна, Солотвин, Старуня, Зелена і Яблінка). Староство Рогатин мало дві міські громади (Рогатин і Бурштин) та 9 волосних громад (Рогатин, Підкамінь, Пуків, Липиця Долішня, Букачівці, Княгиничі, Бурштин, Конюшки і Журів). Повіт Станиславів мав міську громаду Богородчани та 7 волостей (Викторів, Богородчани Старі, Єзупіль, Лисець, Лисець, Угорники і Черніїв).
Станом на 1 січня 1944 року Станиславівська округа складалася із 47 адміністративно-територіальних одиниць: сімох міст (Галич, Делятин, Калуш, Надвірна, Станиславів, Тлумач і Тисмениця) та 40 волостей (нім. Landgemeinde): Боднарів, Блюдники, Богородчани, Верхня, Вістова, Войнилів, Деліїв, Галич, Гаврилівка, Голинь, Єзупіль, Заріччя-на-Пруті, Зелена, Ланчин, Лдзяни, Лисець, Ляхівці, Маріампіль, Марківці, Небилів, Нижнів, Новиця, Олеша, Отинія, Пасічна, Пнів, Перерісль, Росільна, Рошнів, Солотвин, Старуня, Тарновиця-Польна, Татарів, Тлумач, Томашівці, Угорники, Яблонка, Яремче.
27 липня 1944 року радянські війська вибили німців зі Станиславова.